# ZAZ
ZAZ (ukr. Запорізький автомобільний завод; Zaporiźkyj awtomobilnyj zawod) – ukraińskie przedsiębiorstwo motoryzacyjne z Zaporoża, część koncernu UkrAwto. Od czerwca 2005 roku właściciel 19,9% akcji FSO.

## Historia
W 1863 roku powstała fabryka maszyn rolniczych, założona przez Niemca Abrahama Koopa. W 1959 roku w Zaporoskiej Fabryce Samochodów rozpoczęto produkcję samochodów osobowych ZAZ-965. W 1967 roku rozpoczęto produkcję samochodu ZAZ-966, a w 1988 roku modelu ZAZ Tavria. W roku 1994 powstała spółka AwtoZAZ. Obecnie spółka posiada 60 pododdziałów we wszystkich większych miastach Ukrainy. W 2009 roku osiągnięto najwyższy poziom produkcji - około 258 tys. samochodów. Z powodu kryzysu politycznego i ekonomicznego na Ukrainie, ZAZ znacząco zmniejszył liczbę wytwarzanych pojazdów. W roku 2018 zakład opuścił 1 samochód osobowy, 85 dostawczych oraz 45 autobusów. Szukając możliwości zagospodarowania mocy produkcyjnych, w lutym 2019 rozpoczęto montaż ciągników rolniczych koreańskiej marki LS.

## Modele
- ZAZ-965/965A (1960–1969)
- ZAZ-966/968/968M (1967–1994)
- ZAZ 969 Volin (1967–1994)
- ZAZ 1102 Tavria (1989–1997)
- ZAZ 1105 Dana (1994–1997)
- ZAZ 1102 Tavria Nova (1998–2007)
- ZAZ 1103 Sławuta (1998–2011)
- ZAZ 11055 Pick-up (1998–2011)
- ZAZ Lanos/Chance/Sens (2005-2017)[3]
- ZAZ Lanos Pick-up (2005-2017)
- ZAZ Forza (2009-2015)[4]
- ZAZ Vida (2011-2014)[5]

## Galeria

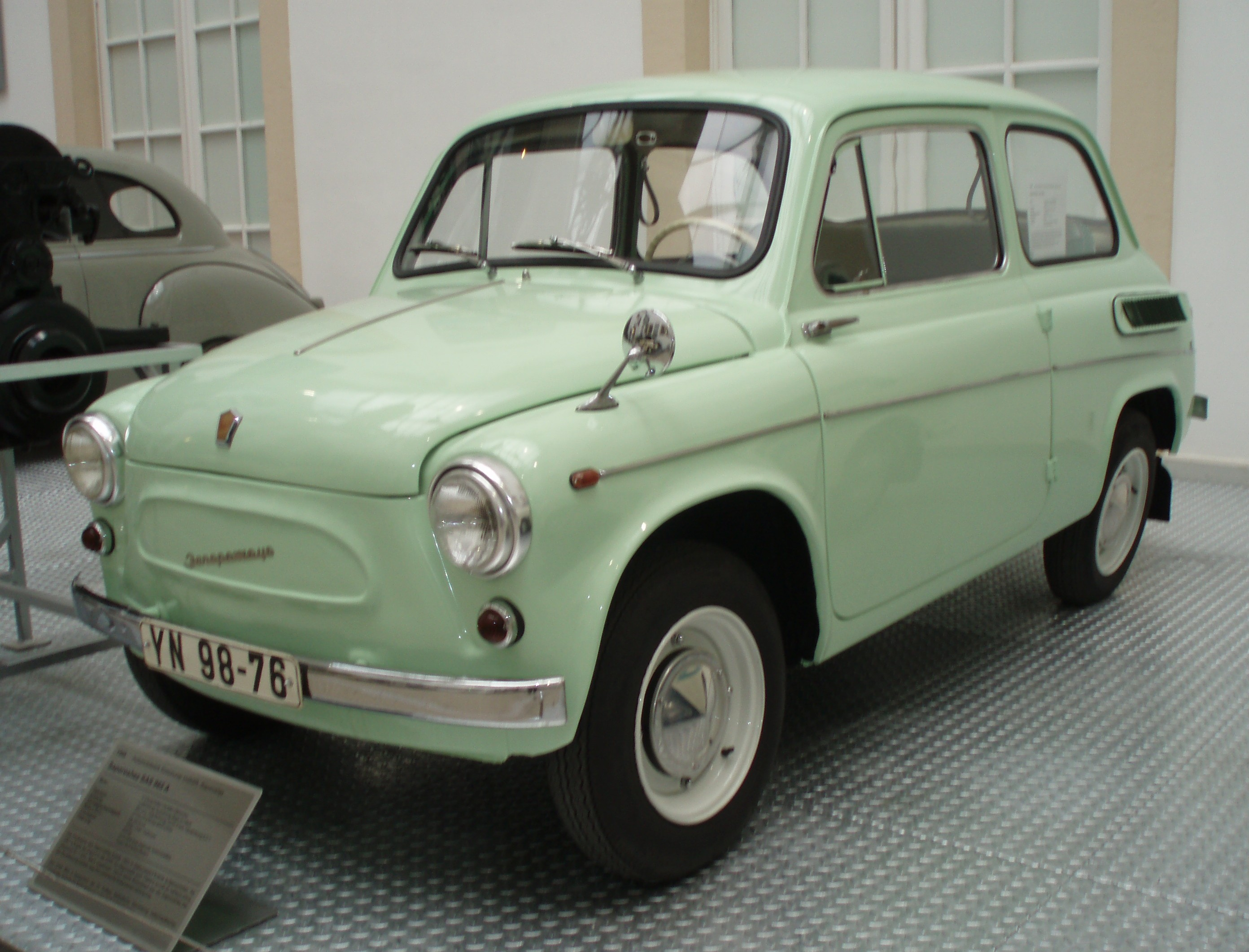
ZAZ-965A Zaporożec
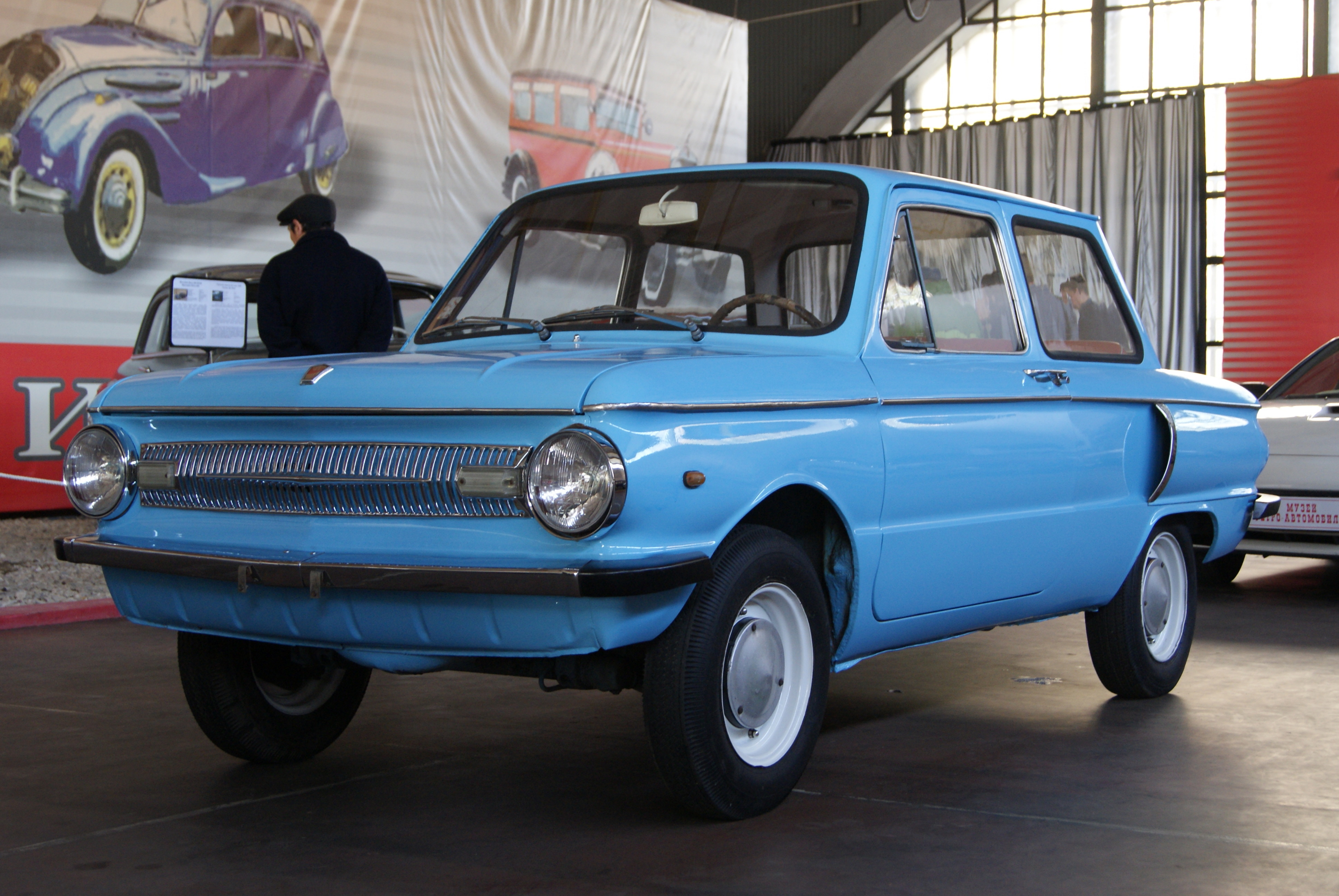
ZAZ-966 Zaporożec
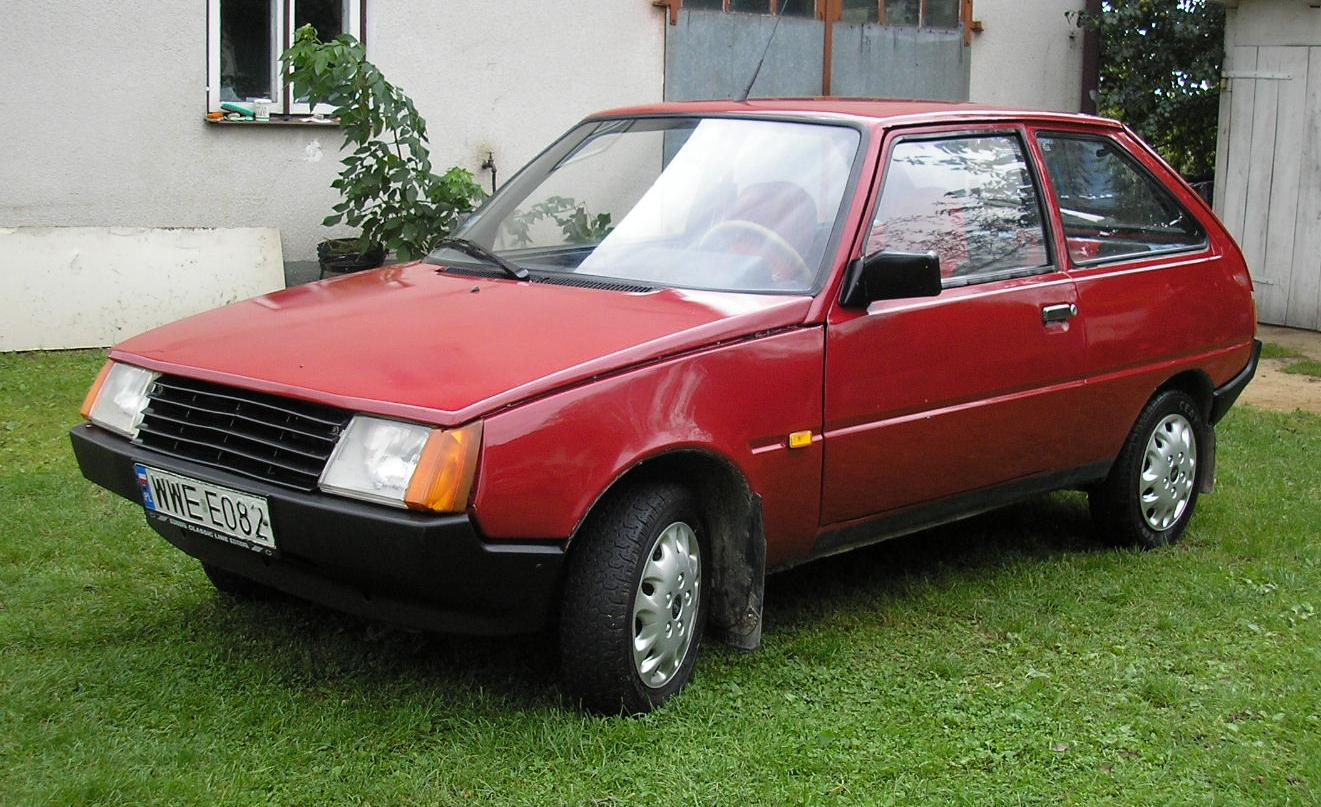
ZAZ-1102 Tavria
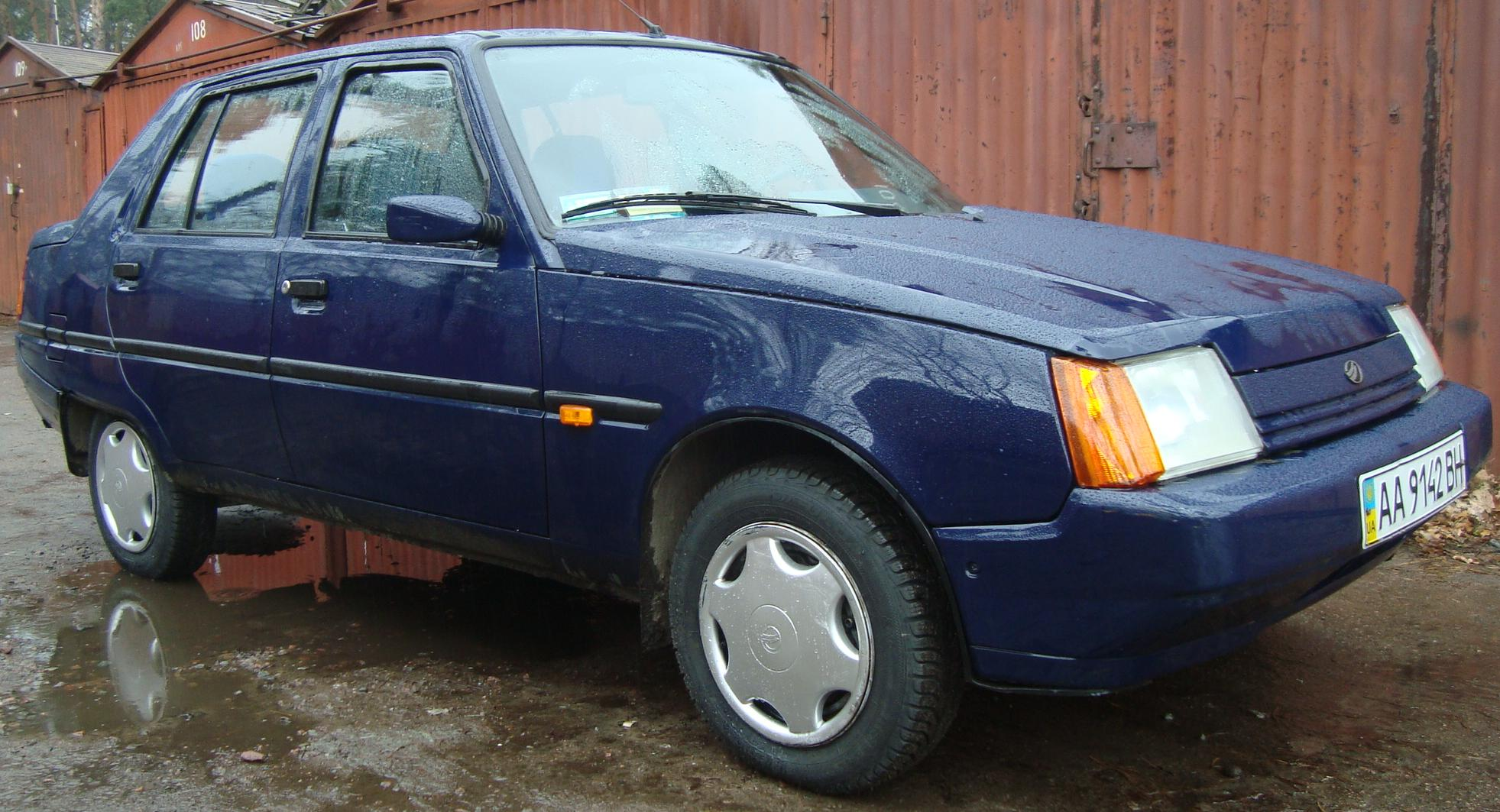
ZAZ-1103 Sławuta
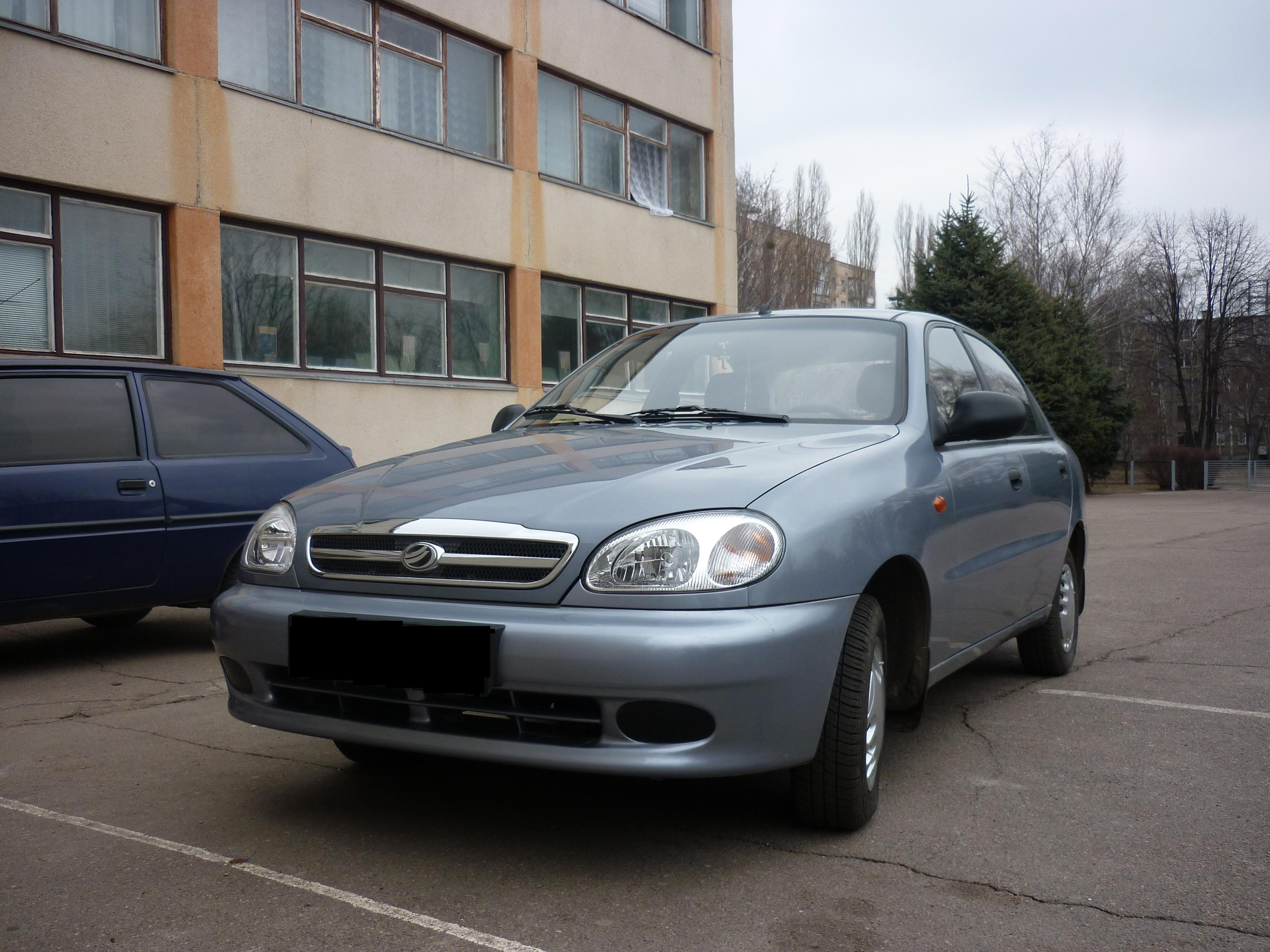
ZAZ Sens/Chance/Lanos
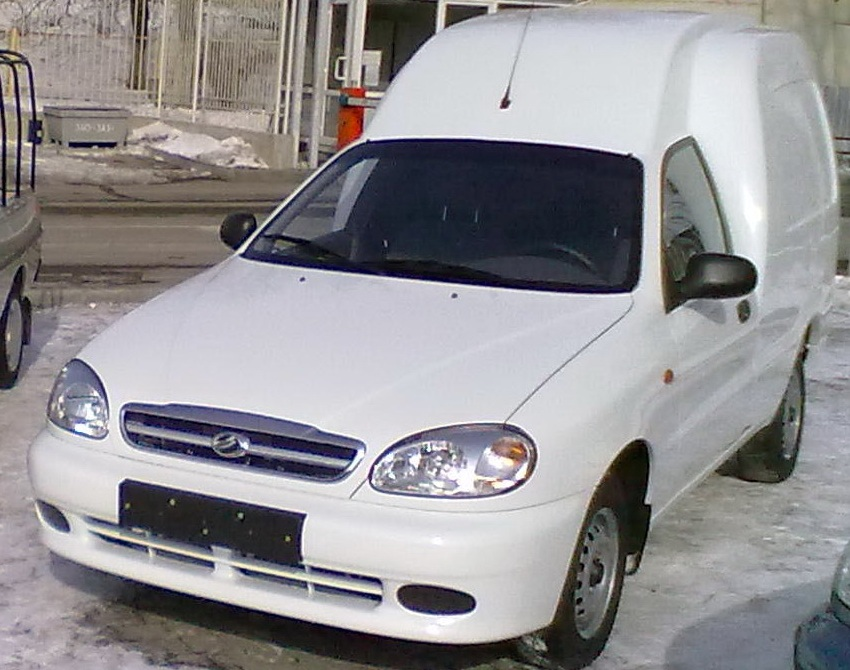
ZAZ Sens/Lanos Pick-up
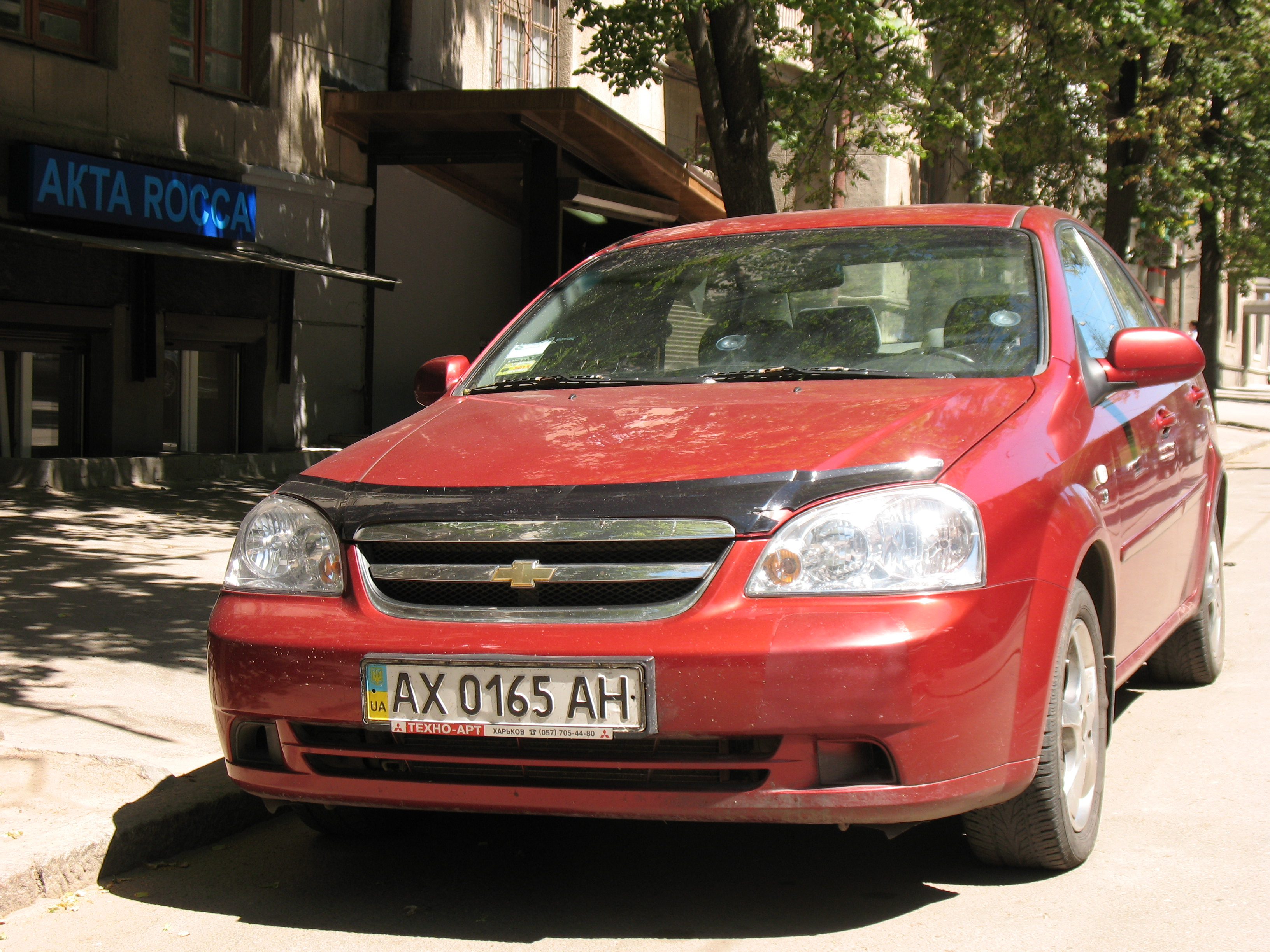
Chevrolet Lacetti
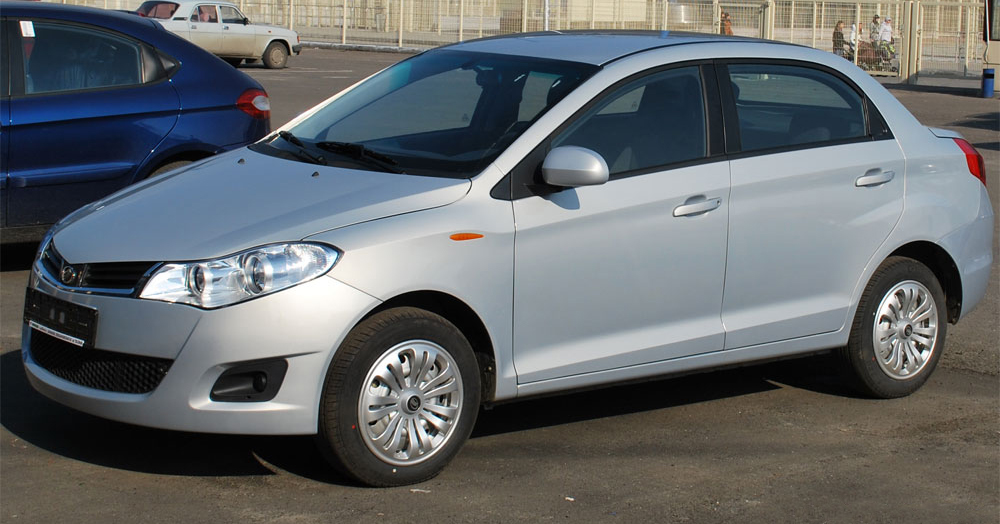
ZAZ Forza
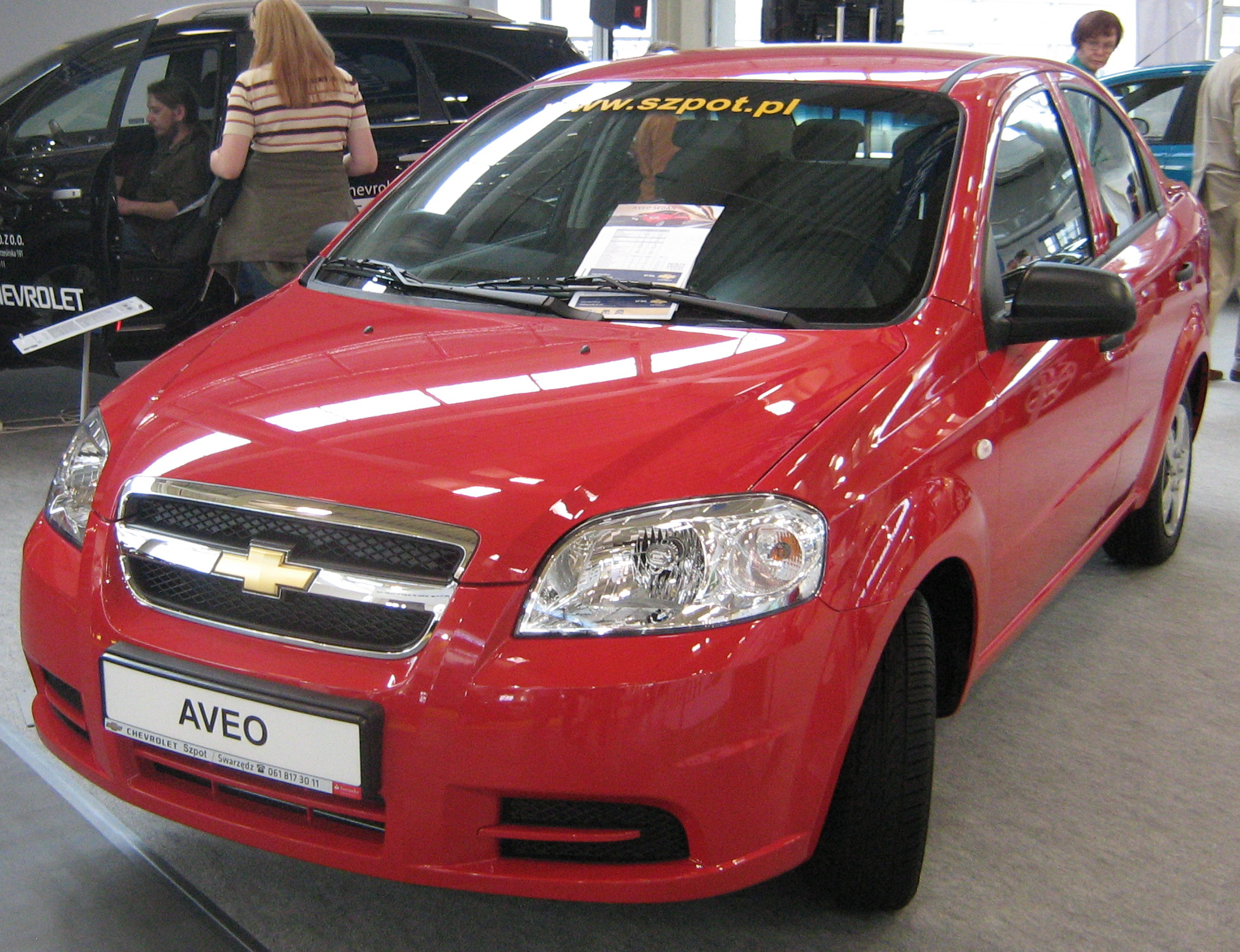
Chevrolet Aveo (ZAZ Vida)
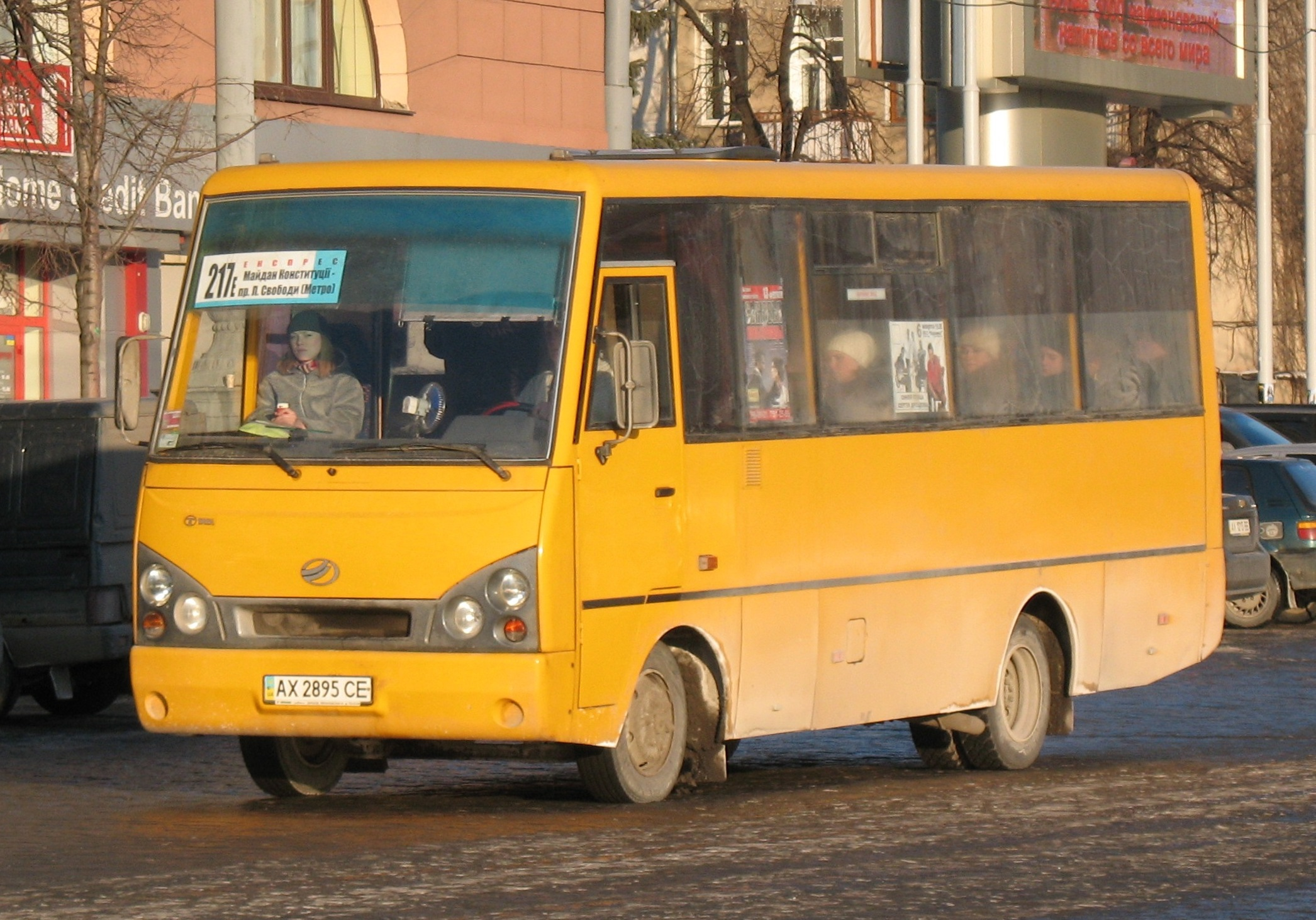
ZAZ-A07A I-Van
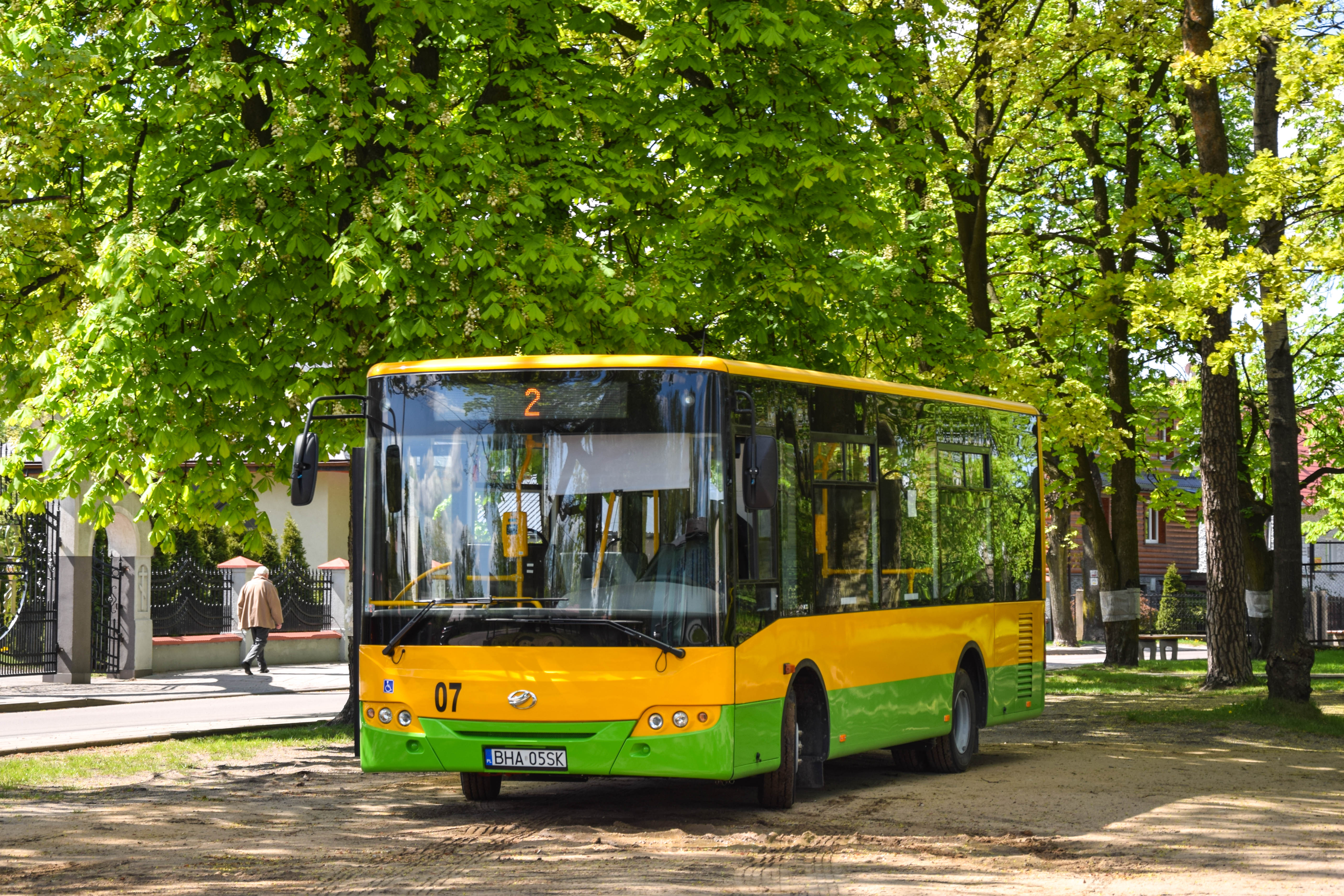
ZAZ-A10C I-Van
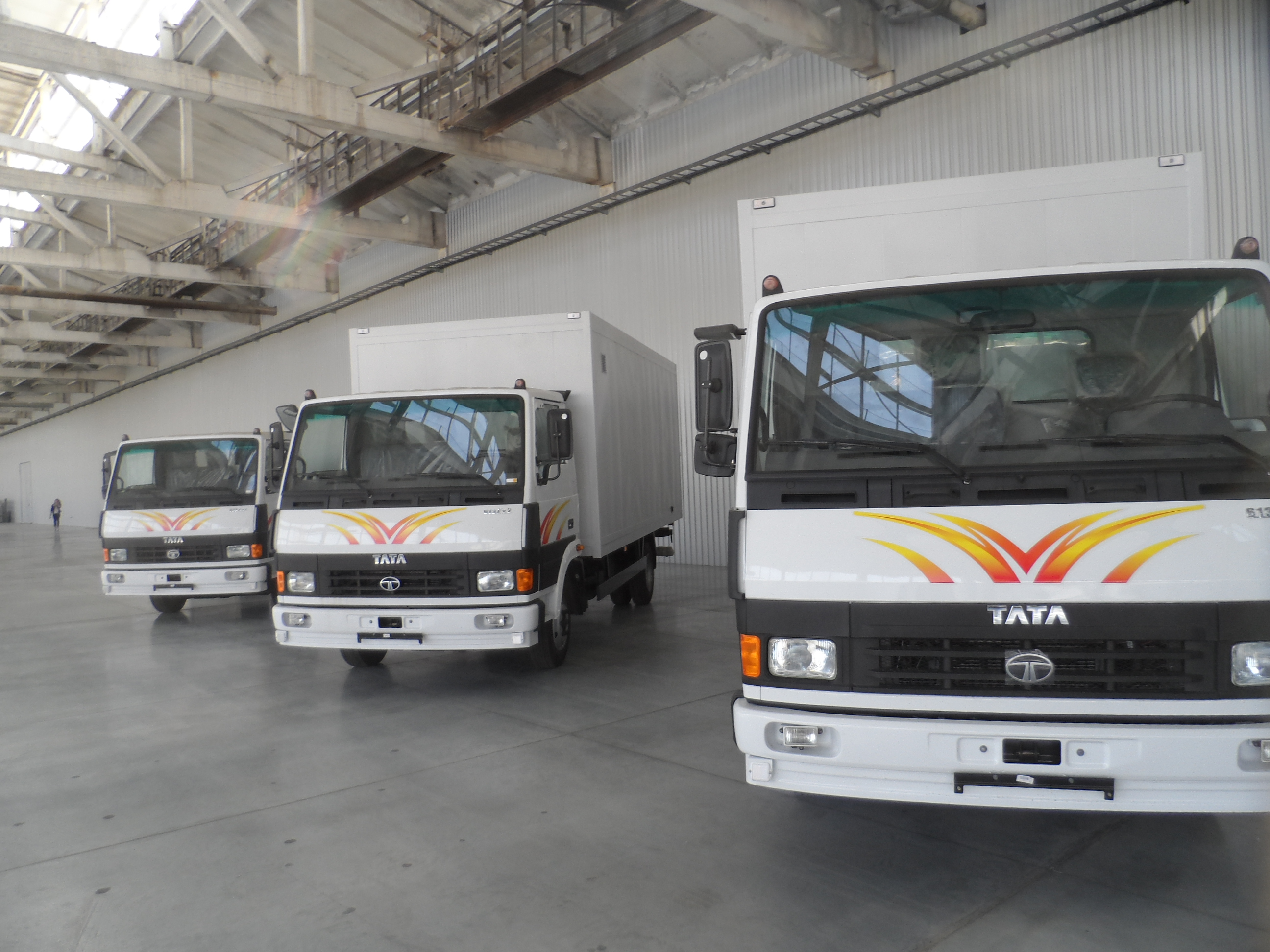
Tata LPT-613
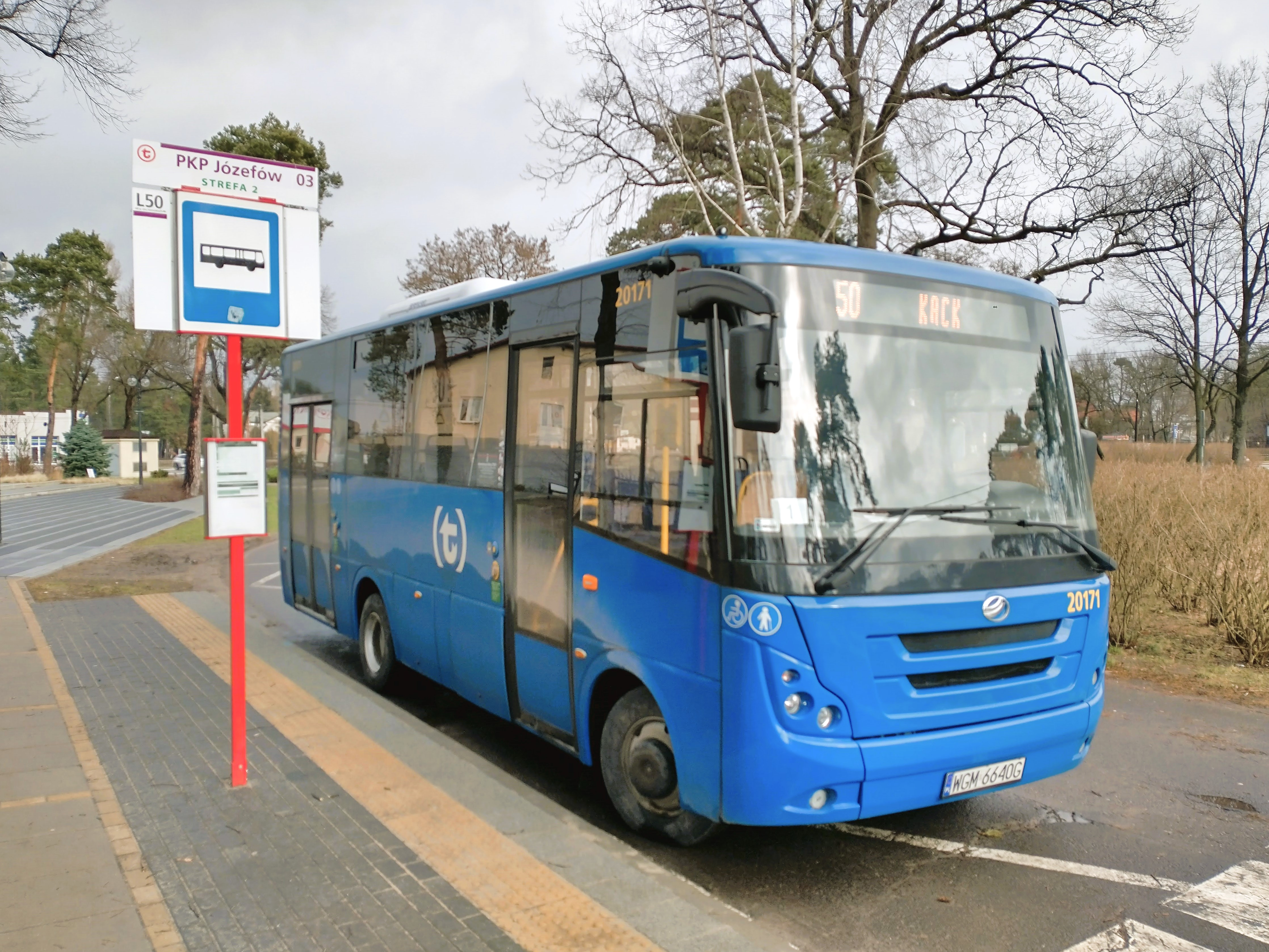
ZAZ A08